# Szubbotyici-horizont
Szubbotyici-horizont (Szubotcy-horizont) Ukrajna területén, a Dnyeper folyó középső folyása mentén, a honfoglalás korát megelőző évtizedekre keltezhető, az Etelközzel azonosítható lelőhelyek (leletcsoport) összefoglaló elnevezése. Mintegy tucatnyi régészeti lelőhely megközelítőleg 120 temetkezése sorolható a Szubbotyici lelethorizonthoz. „Ezek keltezése hagyományos és immár radiokarbon kormeghatározással is a 9. század második felére tehető. Így az itt eltemetettek leletanyagának jellege és időrendje alapján az etelközi szállások magyarjai lehettek. Mindez meglepő összhangban áll az írott források adataival, melyek szerint a magyarok elődei a 9. század második fele, középső harmada előtt nem tűnnek fel a térségben.”

## Jelentősebb lelőhelyek
A lelőhelyek főleg a Dnyeper nyugati oldalán csoportosulnak, de a horizont egyik legkeletibb lelőhelye (Manvelovka) a folyó keleti oldalán található. Az egyik legfontosabb lelőhely (Szlobodzeja) – egyben a horizont jelenleg legnyugatibb tagja – a Dnyeszter völgyében került feltárásra.

### Katyerinovka
A 2007-ben feltárt lelőhely a Dnyeper jobb partján, a Dnyipropetrovszki terület (Ukrajna) Katyerinovka települése határában található. A sírokból jellegzetes 10. századi típusú szablya, íjcsontok és nyílhegyek kerültek elő. A katyerinovkai lelőhely érdekességei az aranyozott, ezüstből öntött vagy aranylemezből kivágott öv- és ruhaveretek, a törökülésben ábrázolt ember egy karikacsüngős vereten. „A leletegyüttes antropológiai és archeogenetikai feldolgozása folyamatban van, a radiokarbon kormeghatározás eredményét azonban már közölték: eszerint mindkét temetkezés a 9. század második felére keltezhető.”

### Korobcsino
Szubbotyici után ez a lelethorizont másik kiemelkedő lelőhelye. A Dnyipropetrovszki terület (Ukrajna) Korobcsino települése határában 1989-ben földmunkák során találták meg az egyszerű aknasírt, melyből ember- és lócsontok, egy kerámia, illetve fémleletek (két aranyozott ezüsttál, préselt aranyveretek, aranyozott karperec, aranylemezből készült feltehetően halotti maszk, aranyozott, rovátkolt szélű palmettákkal díszített koptató) kerültek elő. A munkálatok során nem volt jelen régész.„Mind a leletek, mind a temetkezési szokásokra utaló jelenségek a Volga-Urál vidékével és a Kárpát-medencei honfoglaló leletanyaggal mutatnak egyértelmű kapcsolatokat. A sír a kisebbik tál peremén megfigyelhető növényi motívum és a kerámialelet alapján a 9. század második felére keltezhető, s egy etelközi előkelő, talán egy vezér földi maradványait rejtette.”

### Manvelovka
A Szubbotyici-horizont legkeletibb tagja Ukrajna területén található. A dokumentáció nélkül feltárt, egyszerű aknasírban egy felnőtt férfi maradványait találtak meg a régészek, részleges lótemetkezéssel együtt. A lelet uráli eredetére utal egy törötten előkerült ezüst fémedény, illetve egy ezüst halotti maszk, melyen kivágták a szem, az orr és a száj helyét. A sírban találtak egy vassisakot, egy szablyamarkolatú ezüstszerelékes kardot és a vállrészen vaslemezekkel erősített láncinget. „A temetkezési szokások jellegzetes vonásai miatt (...) a kutatók döntő többsége ma a Szubbotyici-horizonthoz sorolja és a 9. század második felére keltezi a sírt.”

### Szlobodzeja
A lelőhelycsoport legnyugatibb tagja a Dnyeszter Menti Köztársaság területén található, 50 km-re Tiraspoltól, a köztársaság fővárosától, a Dnyeszter bal partján. 1994-ben egy bronzkori kurgánban a régészek 26 középkori – másodlagosan beásott – sírt tártak fel. A leletek alapján elmondható, hogy a magyar őstörténet egyik legfontosabb lelőhelyéről van szó. A halott lábához helyezett részleges lótemetkezés kapcsolható a Kárpát-medence leletanyagához. Az ívelt talpú vaskengyelek, a gömbsorcsüngős fülbevalók, a hólyagos fejű gyűrűk, a növényi ornamentikával díszített övcsat közeli párhuzamai ismertek mind a Volga-Dél-Urál vidékéről, mind pedig a Kárpát-medence honfoglalás kori sírjaiból.

### Szubbotyici
A lelőhely az Ingul bal oldali mellékfolyója (Adzsamka) partjától 6 km-re található, Szubotci (ukránul Суботці, oroszul Субботцы) faluban (Kirovohradi terület, Ukrajna). 1983-ban egy népvándorlás kori sírban lószerszám-díszeket és női ékszereket (gömbsorcsüngős fülbevalót) találtak, 1985-86-ban ukrán régészek két további sírt tártak fel. A kurgán nélküli, egyszerű aknasíros temetkezések egy férfi, tőle balra egy 7-8 éves gyermek, illetve jobbra a korábban megtalált nő mellékletes maradványait tartalmazták. A férfi sírjában találtak meg a kiscsaládi temető talán legkiemelkedőbb leletét: ezüst ötvözetből készült, aranyozott hátterű, emberalakos veretekkel díszített övet. „A sírokból előkerült arany, ezüst és aranyozott ezüst leletek elsősorban a Volga-Urál-vidék 9. századi, másodsorban a Kárpát-medence 10. századi leletanyagával mutatnak szoros kapcsolatot. Különösen figyelemre méltóak a lábnál elhelyezett részleges lovastemetkezések.”

### Tverdohlebi
A hiányos dokumentációval, 1985-ben feltárt lelőhely a Vorszkla és az Orjol folyók között található Ukrajnában (Poltavai terület). A sírban részleges lótemetkezést volt, a feltárás során előkerült szablya, nyílhegyek és zabla „elvesztek”. A 9. század második felére keltezett többi lelet – az övet díszítő veretek és szíjvégek – a Poltavai Helytörténeti Múzeumban lett elhelyezve.

## További lelőhelyek
A Szubbotyici-horizont további lelőhelyei: Babicsi, Dmitrovka, Velika Kohnivka, Novonyikolajivka, Volovszkoje, Krivij Rih, Novovoroncovka.

## Jelentősége
„A Dnyeszter Menti Köztársaság területén feltárt Szlobodzeja, illetve Ukrajnában a Dnyeper középső folyása mentén – elsősorban annak nyugati oldalán – elhelyezkedő Szubbotyici-horizontnak nevezett lelőhelycsoport (Szubotcy, Katerinovka, Korobcsino stb.) nagy valószínűséggel az írott forrásokból ismert Etelköz területét rajzolják ki. Az itt feltárt leletek közeli kapcsolatokat mutatnak egyrészt a Kárpát-medence honfoglalás kori, illetve a Volga-Dél-Ural vidék 8-10. századi régészeti hagyatékával.”
További fontos jellegzetesség, hogy a fenti lelethorizont jól elkülöníthető a környező, főleg szláv népek, törzsek régészeti hagyatékától. V.V. Szedov térképén – Régészeti kultúrák Kelet-Európában (8-9. század) – kiválóan érzékelhető, hogy az általa (is) magyarnak jelölt Szubbotyici-horizont területe jól elkülönül a szaltovói kultúrkör – alán, bolgár, kazár – lelőhelyeitől (keleten és északkeleten), a Luka-Rajkoveckaja-kultúra (nyugaton), a Volicenszkaja-kultúra és a Romenszkaja-kultúra (északon) szlávjaitól.
A többféle kormeghatározási módszerrel a 9. század második felére keltezett temetkezésekből kiválóan követhető a lelőhelycsoport és a szomszédos területek közötti kereskedelem: északról a szláv kerámiák érkezése, illetve délről – a Krím-félsziget irányából- a bizánci selyem megjelenése.
A Szubbotyici-horizont keltezése alapján elmondható, hogy „a délorosz sztyeppén eltöltött idő talán rövidebb is volt, mint eddig feltételeztük – mindössze 50-60 év.”